# Gando, Burkina Faso
Gando är en by i kommunen Tenkodogo i provinsen Boulgou i regionen Centre-Est i Burkina Faso. Gando har omkring 2 500 invånare. Byn blev känd 2004, när den i Tyskland bosatte arkitekten Diébédo Francis Kéré, som är bördig från Gando, mottog Aga Khans arkitekturpris för att ha ritat grundskolan i Gando.

## Bildgalleri

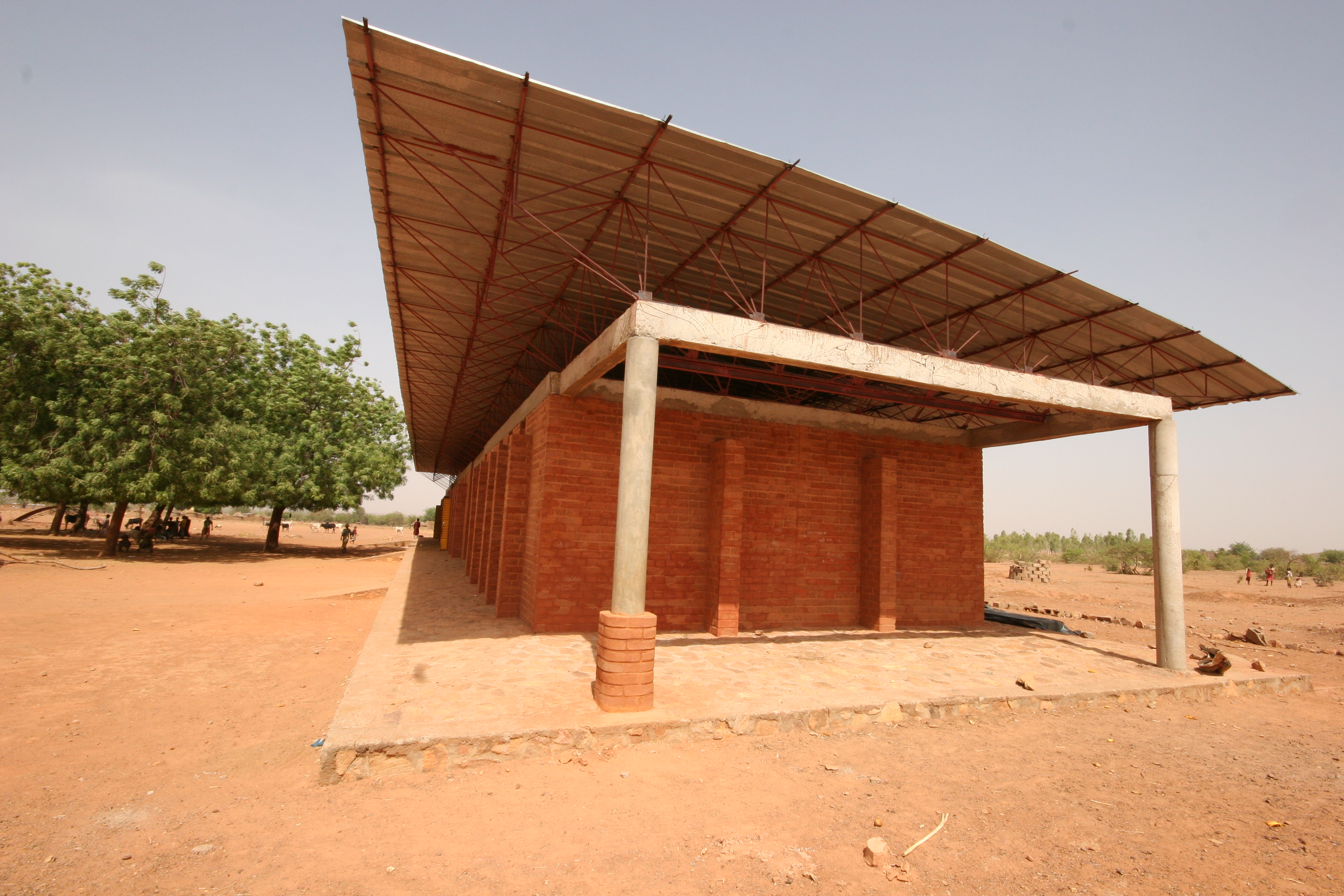
Gandos grundskola
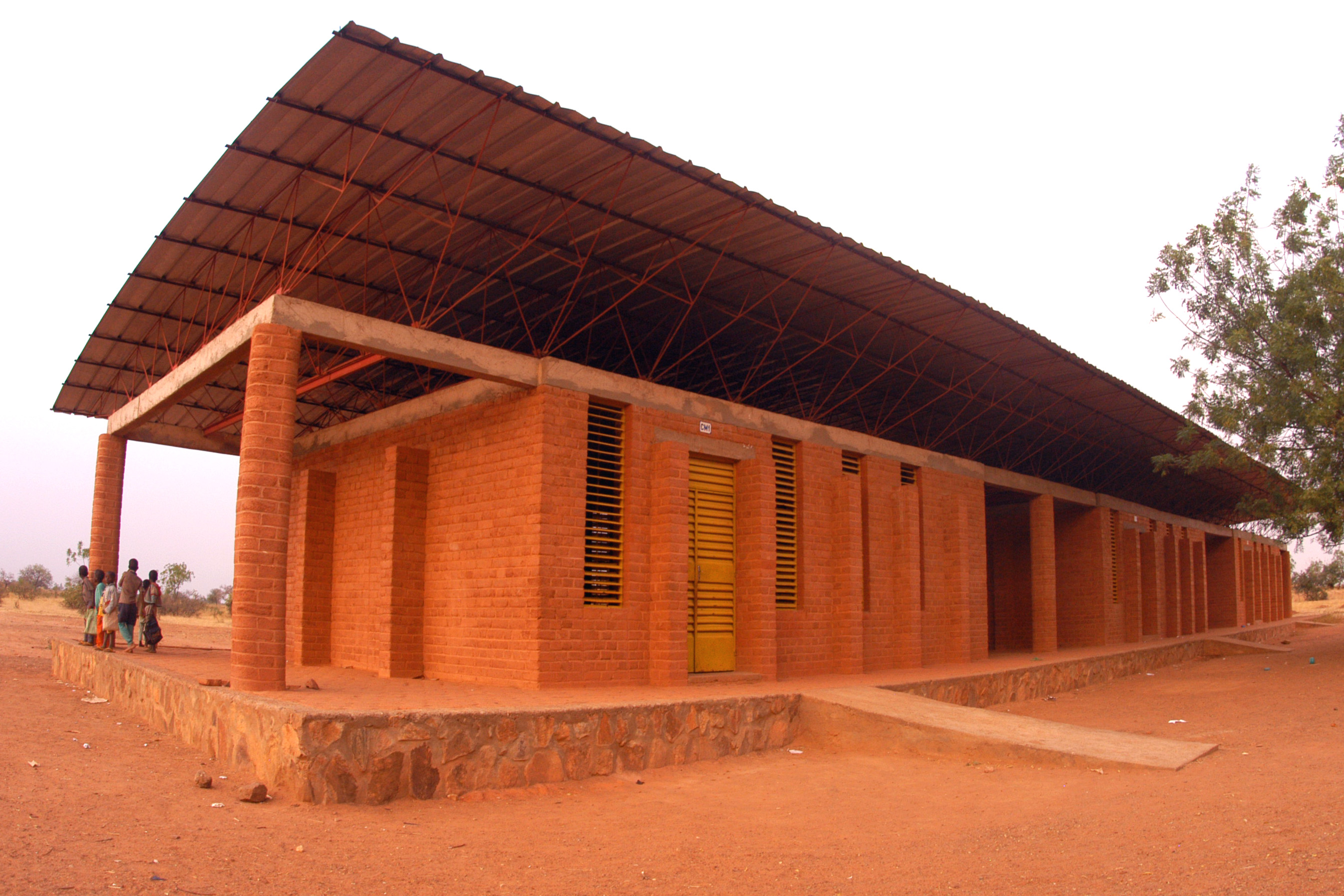
Gandos grundskola
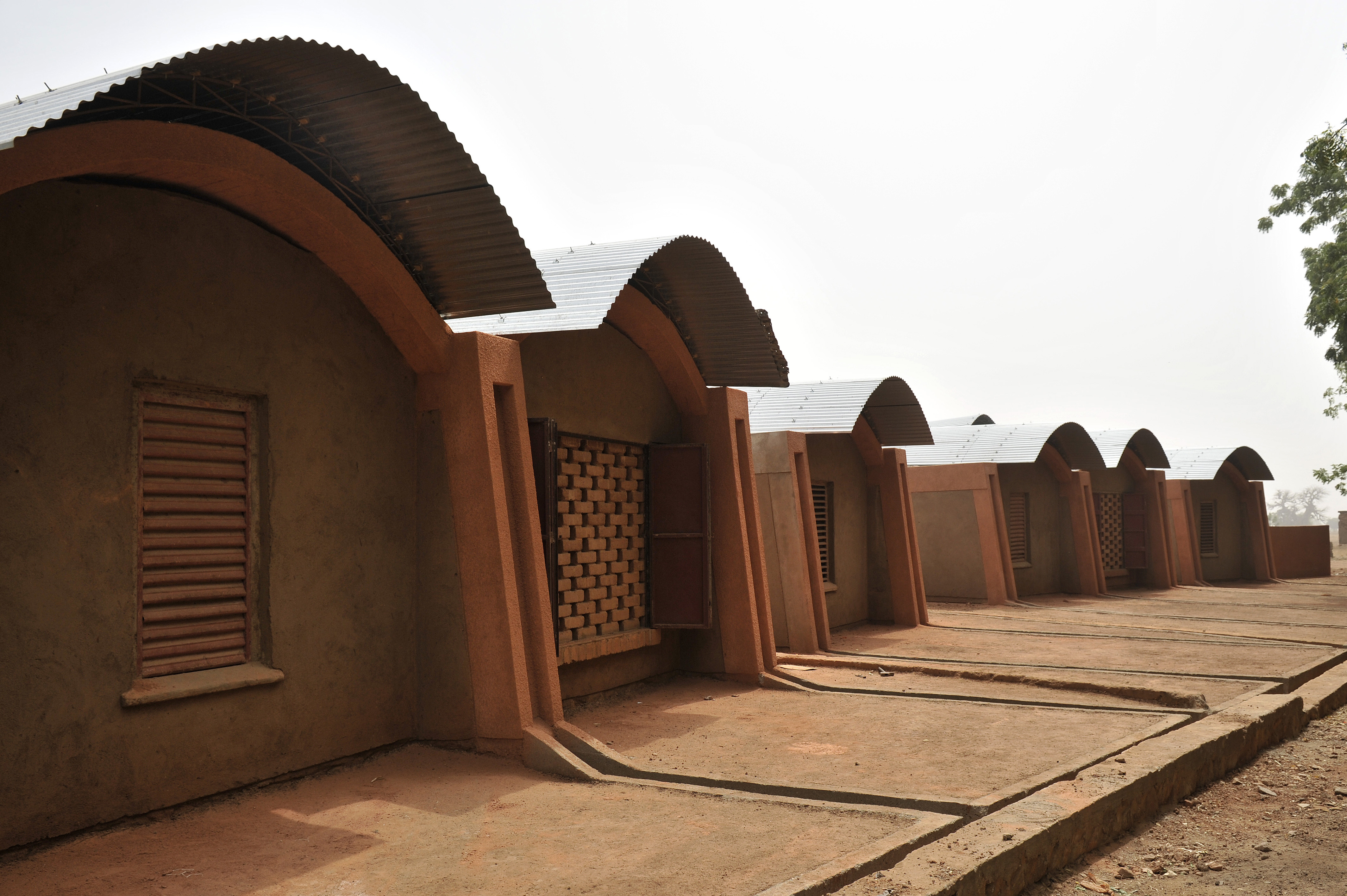
Bostadshus för lärare
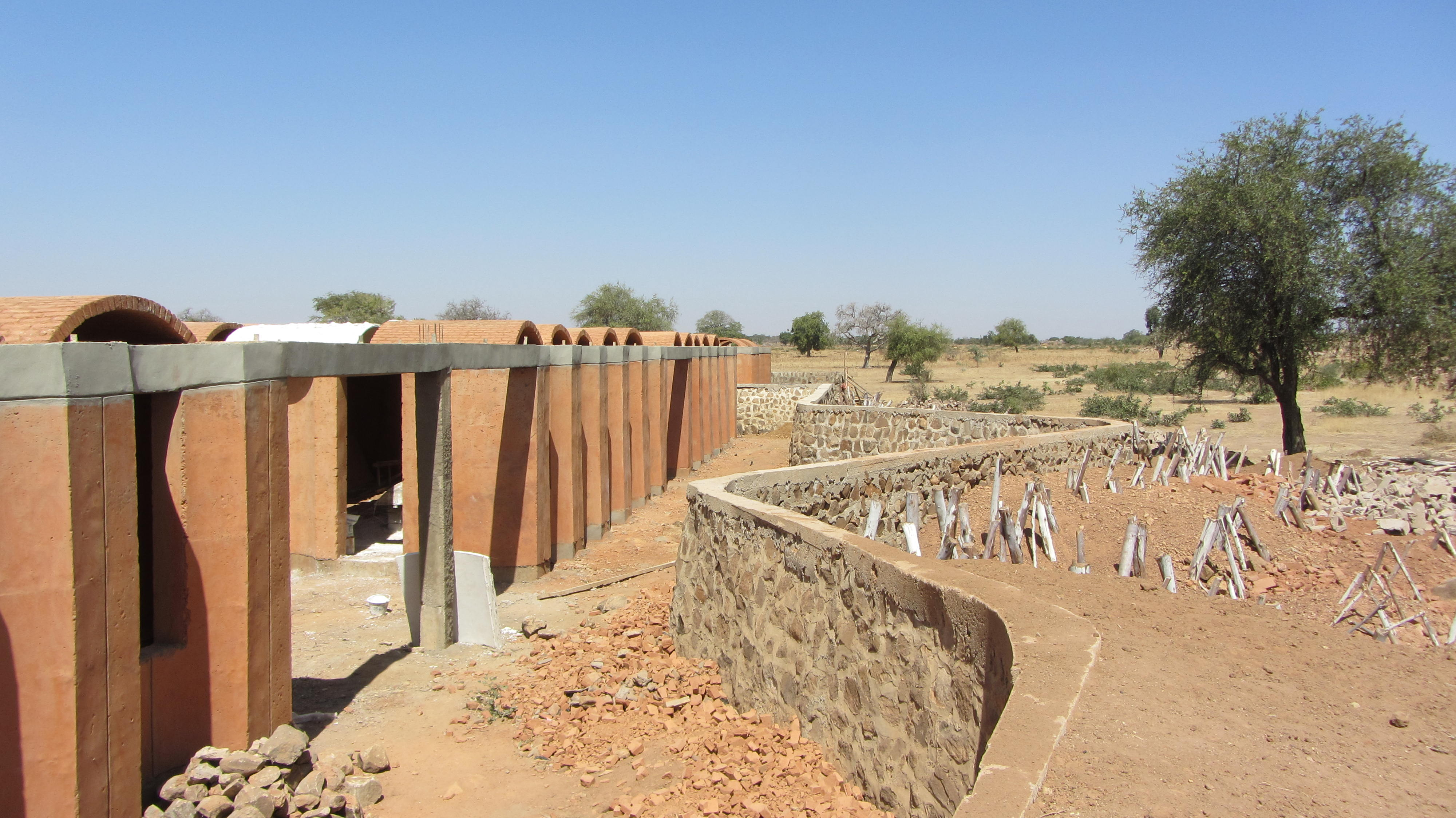
Detalj
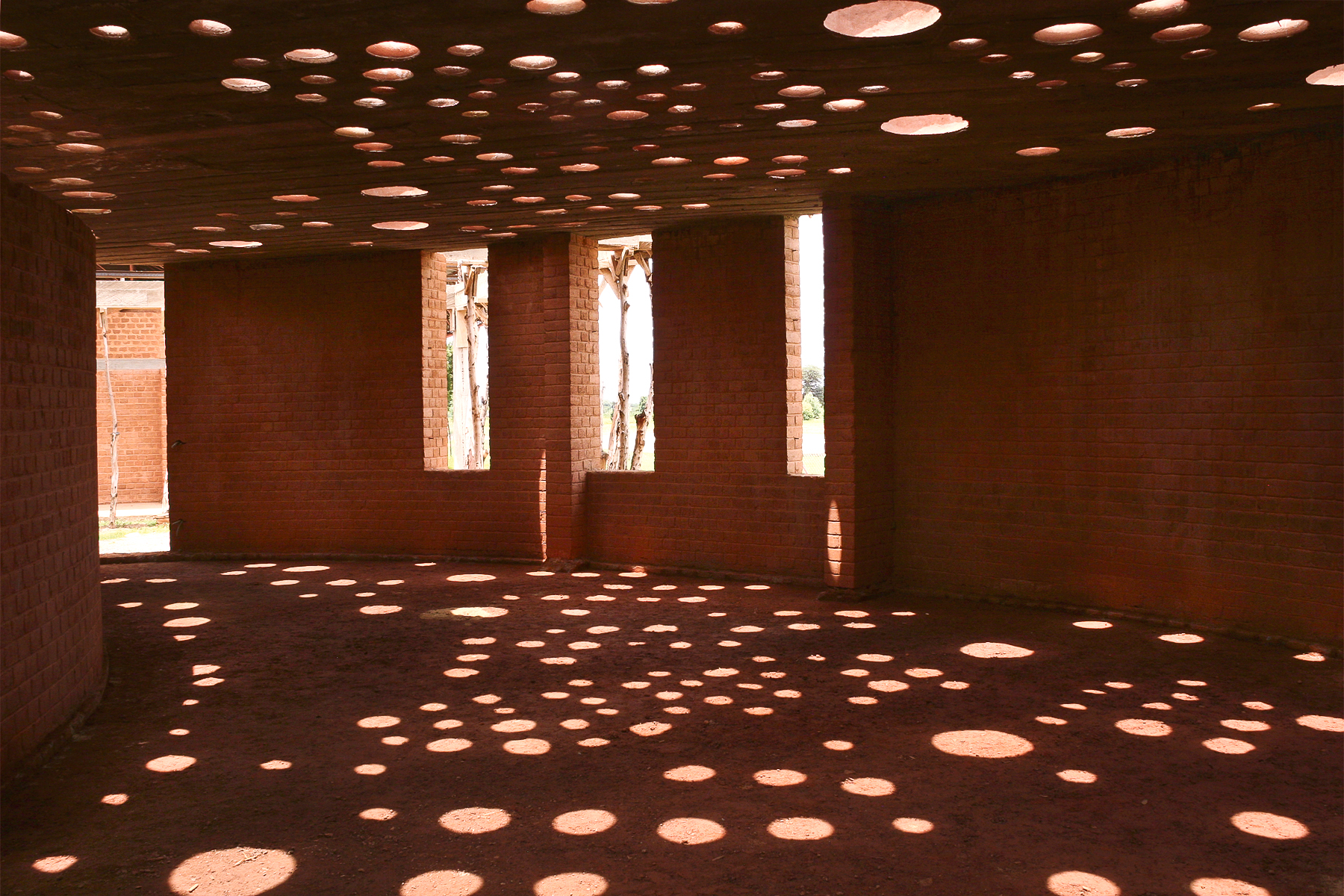
Skolbiblioteket
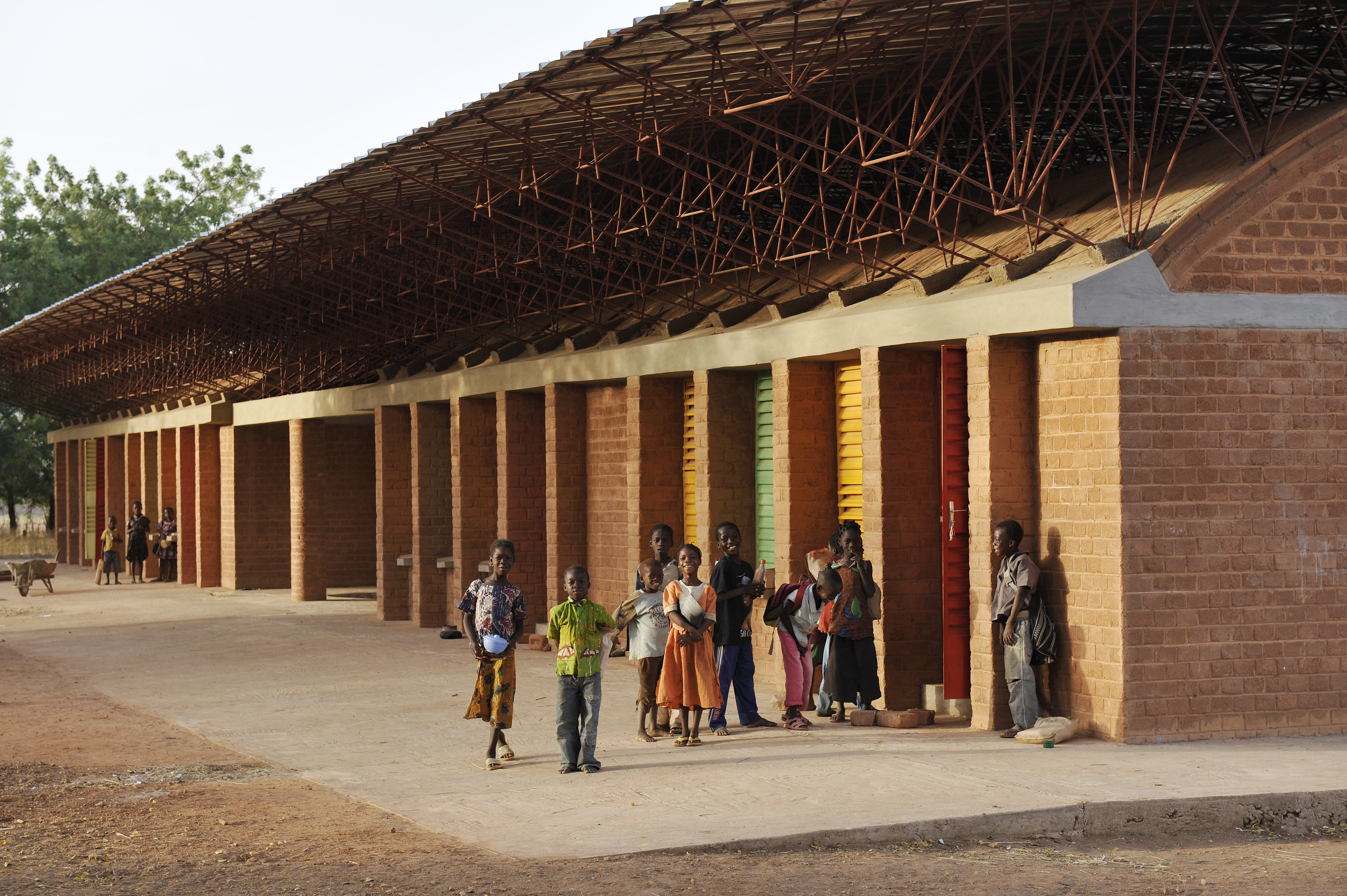
Utbyggnad av skolhuset